# Португалия на юношеских Олимпийских играх
Португалия принимает участие в юношеских Олимпийских играх: в летних Играх — начиная с Игр 2010 года, в зимних Играх — начиная с Игр 2016 года.
Спортсмены Португалии на всех юношеских Олимпийских играх выиграли в сумме 7 медалей, из них 1 золотую, все медали завоёваны на летних Играх; в неофициальном медальном зачёте спортивная делегация Португалии занимает 68-е место.

## Медальный зачёт

### Медали на летних юношеских Олимпийских играх
| Игры              | Участников | Золото | Серебро | Бронза | Всего | Место |
| 2010 Сингапур     | 19         | 0      | 1       | 1      | 2     | 70    |
| 2014 Нанкин       | 21         | 0      | 1       | 1      | 2     | 64    |
| 2018 Буэнос-Айрес | 41         | 1      | 2       | 0      | 3     | 50    |
| Всего             | Всего      | 1      | 4       | 2      | 7     | 66    |

### Медали на зимних юношеских Олимпийских играх
| Игры             | Участников | Золото | Серебро | Бронза | Всего | Место |
| 2016 Лиллехаммер | 2          | 0      | 0       | 0      | 0     | —     |
| 2020 Лозанна     | 2          | 0      | 0       | 0      | 0     | —     |
| Всего            | Всего      | 0      | 0       | 0      | 0     | —     |